# Moacir Micheletto
Moacir Micheletto (Xanxerê, 25 de novembro de 1942 - Assis Chateaubriand, 30 de janeiro de 2012) foi um político e engenheiro agrônomo brasileiro.
Nascido em Xanxerê, viveu quase toda a sua vida no estado do Paraná, tendo como a região oeste paranaense seu reduto eleitoral. Formado em agronomia pela Universidade de Passo Fundo, em 1972, trabalhou por 18 anos na empresa governamental Emater. Em 1982 filiou-se ao PMDB, sendo eleito em 1991 como deputado federal e reeleito consecutivamente até a sua morte. Entre 1993 e 1999, foi vice-presidente da Federação da Agricultura do Estado do Paraná (Faep). Era um dos membros da bancada ruralista.
Morreu em um acidente automobilístico quando exercia o sexto mandato na Câmara dos Deputados.